# Сикијес
Сикијес (грч. Συκιές) је градско насеље и треће по величини предграђе града Солуна. Сикијес припада округу Солун у оквиру периферије Средишња Македонија, где је управо седиште општине Неаполи-Сикијес.

## Положај
Сикијес се налази североисточно од управних граница општине Солун. Удаљеност између средишта ова два насеља је 6-8 км.

## Становништво
Већина становништва Сикијеса води порекло од грчких пребеглица из Мале Азије из времена 1920-их година.
У последња три пописа кретање становништва Сикијеса било је следеће:
| 1991.  | 2001.  | 2011.  |
| ------ | ------ | ------ |
| 34,059 | 41.726 | 37.753 |